# Kontoor Brands
Kontoor Brands Inc. ist eine US-amerikanische Bekleidungsfirma mit Firmensitz in Greensboro (North Carolina). Das Unternehmen vertreibt Jeansprodukte der Marken Wrangler, Lee und Rock & Republic. Ferner betreibt Kontoor Brands die VF Outlet Stores. Der Name der Outlet-Stores geht auf den ehemaligen Eigentümer VF Corporation zurück.

## Geschichte
Das Unternehmen entstand im Mai 2019 durch Ausgliederung aus der VF Corporation.